# Emil Folta
Emil Folta (Plzeň, 10 giugno 1924 – 22 maggio 1992) è stato un calciatore cecoslovacco, di ruolo portiere.

## Carriera

### Nazionale
Il 10 ottobre 1948 debutta in Nazionale esordendo al 50' al posto di Vlastimil Havlíček contro la Svizzera sul punteggio di 1-1 e riuscendo a mantenere la rete inviolata per i restanti minuti di gioco.